# Мак-Ферсон (Канзас)
Мак-Ферсон (англ.  McPherson ) — город и административный центр округа  Мак-Ферсон  в штате Канзас США.

## Описание
Административный центр округа Макферсон с 1873 года. Находится в центральном Канзасе. Заложенный в 1872 году на тропе Санта-Фе, он был назван в честь Джеймса Б. Макферсона, генерала Союза, погибшего в Гражданской войне в США. В настоящее время город является перерабатывающим и отгрузочным пунктом для близлежащих нефтяных месторождений и окружающей диверсифицированной сельскохозяйственной зоны. Отрасли промышленности включают нефтепереработку, помол муки и производство алюминиевых изделий, пластиковых труб и мобильных домов. Это местонахождение колледжа Макферсона (с 1887 г.), в музее которого выставлен первый в мире синтетический алмаз, и Центрального христианского колледжа (с 1884 г.).

## Население
| 2010   | 2020    |
| ------ | ------- |
| 13 155 | ↗14 082 |